# Martin Schmid (Maler)
Martin Schmid (* 4. August 1927 in Tübingen; † 7. Dezember 2019 ebenda) war ein zeitgenössischer deutscher Maler. In den frühen Nachkriegsjahren war er mit seiner künstlerischen Arbeit ein wesentlicher Vertreter der Neuen Figuration. 1970–1992 leitete er als Universitätszeichenlehrer das Zeicheninstitut der Eberhard Karls Universität Tübingen.

## Biographie
Martin Schmid wurde 1927 als Sohn von Carlo Schmid in Tübingen geboren und wuchs dort auf. Nach der Rückkehr aus der Kriegsgefangenschaft verfolgte er von 1945 bis 1948 Universitätsstudien in Tübingen und Basel. 1948 entstanden symbolistische Zeichnungen. 1949 bis 1952 folgte ein Aufenthalt in Paris. Nach einem Semester an der Schule von Fernand Léger (1949) konzentrierte sich Schmid auf autodidaktisches Zeichnen und Malen. Informelle Zeichnungen entstanden. Ab 1950 entstand eine neue Figuration und individuelle Mythologie.
In den Jahren 1953 und 1954 studierte Schmid an der Kunstakademie Stuttgart bei Gerhard Gollwitzer und Hermann Sohn, 1959 in Düsseldorf bei Georg Meistermann. Von 1953 bis 1958 war er als Lehrer am Leibniz Kolleg in Tübingen tätig. 1960 entstanden die Wandbilder an der Fassade und im Café des Theaters Marl.
1960 erhielt Schmid ein Stipendium in der Villa Massimo, Rom. Nach der Rückkehr zog er nach Frankfurt am Main. Er heiratete 1961. 1964 und 1968 wurden die beiden Söhne geboren.
1970 wurde Martin Schmid an das Zeicheninstitut der Universität Tübingen berufen. Die Familie zog nach Tübingen. Es folgte eine bis 1992 dauernde Lehrtätigkeit. Eine Generation junger Künstler wurde von Martin Schmid beeinflusst. 1987 wurde er außerordentlicher Professor. 1989 entstand ein großflächiges Wandbild im neuen Klinikum der Universität Tübingen.
Martin Schmid war Mitglied im Deutschen Künstlerbund. Er arbeitete und lebte bis zu seinem Tod in Tübingen.

## Einzelausstellungen
| 1954: | Leibnizkolleg Tübingen |
| 1960: | Kunstverein Tübingen; Stuttgarter Hausbücherei Frankfurt                                                                                        |
| 1961: | Die Insel, Marl |
| 1962: | Frankfurter Kunstkabinett H. Bekker vom Rath; Galerie Tillybs, Hamburg; Studium Generale der Universität Mainz                                  |
| 1963: | Künstlergruppe Bonn; Galerie Schloß Ringenberg; Rudolf Springer und Haus am Lützowplatz, Berlin                                                 |
| 1964: | Frankfurter Kunstkabinett H. Bekker vom Rath; Kunstverein Darmstadt                                                                             |
| 1966: | Galerie van de Loo, München |
| 1967: | Galerie Raeber, Luzern |
| 1968: | Frankfurter Kunstkabinett H. Bekker vom Rath; Kunstverein Heilbronn                                                                             |
| 1969: | Galerie Lambert, Paris |
| 1970: | Frankfurter Kunstkabinett H. Bekker vom Rath; Galerie Schönwasserpark, Krefeld; Museum Böttcherstraße, Bremen                                   |
| 1972: | Galerie van de Loo, München; Galerie Märklin, Stuttgart; Galerie Defet, Nürnberg; Forum Kunst, Rottweil; Galerie 498, Sulzbach                  |
| 1975: | Galerie 66 HG, Hofheim |
| 1976: | Schwarze Galerie, Hannover; Galerie Springer, Berlin; Kunsthalle Tübingen                                                                       |
| 1977: | Galerie Raeber, Luzern; Galerie Kröner, Freiburg                                                                                                |
| 1978: | KSK Wangen; Galerie Rödel, Mannheim; Kunstverein Ulm                                                                                            |
| 1980: | Spendhaus Reutlingen |
| 1982: | Kunsthalle Tübingen |
| 1983: | Kunstverein Göttingen; Kornhaus Kirchheim |
| 1984: | Galerie Kröner, Schloß Rimsingen |
| 1985: | Rathaus Waiblingen; Kunstverein Erlangen |
| 1986: | Institut Culturel Franco-Allemand Tübingen |
| 1987: | Schloßgalerie Mochental |
| 1988: | Hessisches Landesmuseum, Darmstadt; Goethe-Institut, Paris                                                                                      |
| 1989: | Galerie Kröner, Wiesbaden |
| 1990: | Kunstverein Ellwangen |
| 1992: | Friedrich-Ebert-Stiftung, Bonn; Städtisches Kunstmuseum Spendhaus, Reutlingen; Universitätsbibliothek Tübingen; Zeppelin Museum Friedrichshafen |
| 1995: | Städtische Galerie, Albstadt |
| 1996: | Rathaus Balingen |
| 1999: | Museum der Stadt Salzgitter im Schloss Salder                                                                                                   |
| 2000: | Galerie Planie, Reutlingen |
| 2002: | Bundesministerium der Justiz, Berlin; Diözesanmuseum Rottenburg                                                                                 |
| 2003: | Stadtmuseum Tübingen; Galerie Jochen Höltje, Tübingen                                                                                           |
| 2007: | Galerie im Tor, Emmendingen |
| 2008: | Kunst in der Glashalle, Landratsamt Tübingen |
| 2012: | Galerie Künstlerbund Tübingen |
| 2014: | Galerie Peripherie, Tübingen |
| 2016: | Kunst in der Glashalle, Landratsamt Tübingen |

## Auszeichnungen
- 1988: 1. Preis im Kunstpreis der Kreissparkasse Esslingen-Nürtingen (»Lobpreis der Malerei«)
- 1992: Internationaler Bodenseekulturpreis

## Werke (Auswahl)
- Selbstbildnis (1944)[9]
- Genesungslandschaft Wandbild (1989)[10]
- Der gezähmte Drache Natur (2003)[11]
- Der erste Tag (2003–2007)[12]
- Hinter den Blumen (2005)[13]
- Wald, Garten, Haus (2005)[14]
- Im Ding sich selbst berühren (2008–2012)[15]
- Gebirge (2013)[16]